# Jacqueline Fernandez
Jacqueline Fernandez (Manama, 11 augustus 1985) is een Indiaas actrice die voornamelijk in Hindi films speelt.

## Biografie
Fernandez, zelf geboren in Bahrein, heeft een vader uit Sri Lanka en moeder uit Maleisië. Haar vader verliet Sri Lanka in de jaren 80 toen er onrust was in het land. Ze groeide er op, rondde haar school af en vertrok naar de Universiteit van Sydney om massacommunicatie te studeren. Ze vertrok uiteindelijk naar haar vaderland om als televisieverslaggever aan de slag te gaan. Tijdens haar baan als verslaggever kreeg ze modellenwerk aangeboden, dat ze niet afsloeg. Dit leidde ertoe dat ze in 2006 bekroond werd tot Miss Universe Sri Lanka. In 2009 bezocht ze India voor een modellenopdracht en belandde bij een auditie voor een film waar ze de rol kreeg en zo haar debuut maakte met Aladin. De eerste film waarin Jacqueline's eigen stem te horen is Kick (2014). Voorheen, door haar zeer gebrekkige Hindi, werd er altijd een stemacteur ingezet.

## Filmografie

### Films
| Jaar | Titel                   | Rol              | Opmerking                     |
| ---- | ----------------------- | ---------------- | ----------------------------- |
| 2009 | Aladin                  | Jasmine          |                               |
| 2010 | Jaane Kahan Se Aayi Hai | Tara             |                               |
| 2010 | Housefull               | Dhanno           | nummer "Aapka Kya Hoga"       |
| 2011 | Murder 2                | Priya            |                               |
| 2012 | Housefull 2             | Bobby Kapoor     |                               |
| 2013 | Race 2                  | Omisha           |                               |
| 2013 | Ramaiya Vastavaiya      |                  | nummer "Jadoo Ki Jhappi"      |
| 2014 | Kick                    | Shaina Mehra     |                               |
| 2015 | Roy                     | Ayesha/ Tia      |                               |
| 2015 | Bangistan               | Rosie            | gastoptreden                  |
| 2015 | Brothers                | Jenny Fernandes  |                               |
| 2015 | Definition of Fear      | Sarah Fording    | Britse film                   |
| 2016 | Housefull 3             | Ganga Patel      |                               |
| 2016 | Dishoom                 | Ishika           |                               |
| 2016 | A Flying Jatt           | Kriti            |                               |
| 2017 | According to Mathew     | Daphne Reynolds  | Sri Lankaanse film            |
| 2017 | A Gentleman             | Kavya            |                               |
| 2017 | Judwaa 2                | Alishka          |                               |
| 2018 | Baaghi 2                |                  | nummer "Ek Do Teen"           |
| 2018 | Race 3                  | Jessica Gomes    |                               |
| 2019 | Saaho                   |                  | Telugu film, nummer "Bad Boy" |
| 2019 | Drive                   | Tara             | Netflix film                  |
| 2020 | Mrs. Serial Killer      | Sona Mukherjee   | Netflix film                  |
| 2021 | Radhe                   |                  | nummer "Dil De Diya"          |
| 2021 | Bhoot Police            | Kanika Kulbushan |                               |
| 2022 | Bachchhan Paandey       | Sophie           |                               |
| 2022 | Attack                  | Ayesha           |                               |
| 2022 | Vikrant Rona            | Racquel D'Costa  | Kannada film, gastoptreden    |
| 2022 | Ram Setu                | Sandra Rebello   |                               |
| 2022 | Cirkus                  | Bindu            |                               |
| 2023 | Selfiee                 |                  | nummer "Deewane"              |
| 2024 | Kill 'Em All 2          | Vanessa          | Amerikaanse film              |
| 2025 | Fateh                   | Khushi Sharma    |                               |
| 2025 | Raid 2                  |                  | nummer "Money Money"          |
| 2025 | Housefull 5             | Sasikala         |                               |

### Televisie en Webseries
| Jaar | Programma/ Serie                  | Rol     | Platform | Opmerking          |
| ---- | --------------------------------- | ------- | -------- | ------------------ |
| 2016 | Jhalak Dikhhla Jaa                | jurylid |          | seizoen 9          |
| 2017 | Koffee with Karan                 | gast    |          | seizoen 5, afl. 10 |
| 2020 | Fabulous Lives of Bollywood Wives | gast    | Netflix  | seizoen 1          |

## Discografie
| Jaar | Nummer     | Album |
| ---- | ---------- | ----- |
| 2024 | Stormrider |       |